# Oirase
Oirase (奥入瀬川; Oirase-gawa) je japonská řeka, která protéká prefekturou Aomori. Je dlouhá 67 km a její povodí má rozlohu 820 km².

## Vodní režim
Odvádí vodu z kalderového jezera Towada do Tichého oceánu.